# Katáib

Logo strany

Katáib (arabsky الكتائب اللبنانية‎), též Falangistická strana, je libanonská politická strana. Strana někdy používá název Libanonská sociálně demokratická strana, přestože se nejedná o stranu sociálně demokratické orientace (ideologické směřování je národně konzervativní). Formálně se označuje za světskou stranu, podporována je ovšem převážně maronitskými křesťany.
Strana hrála jednu z hlavních rolí v libanonské občanské válce. K roku 2016 je Katáib parlamentní stranou a součástí Aliance 14. března (která stojí proti Hizballáhu a dalším prosyrským stranám).

## Založení a začátky
Strana byla oficiálně založena Pierrem Džamáílem v roce 1936 jako mládežnické hnutí inspirované NSDAP. Aktivně se účastnila bojů proti francouzské koloniální nadvládě v Libanonu až do vyhlášení libanonské nezávislosti v roce 1943. Její heslo je „Bůh, národ a rodina“.
Zpočátku byl vliv falangistické strany omezený. Vše se ale změnilo poté, co se Kataíb při krizi v roce 1958 postavila na stranu vlády. Pierre Džamáíl byl poté jmenován členem vlády a o dva roky později i zvolen do Národního shromáždění.
V roce 1968 se strana připojila k Alianci Hefl, která byla tvořena třemi hlavními křesťanskými stranami v Libanonu. V tomtéž roce Aliance Helf získala 9 křesel (z 99), a stala se tak nejúspěšnějším seskupením v roztříštěném libanonském politickém spektru.
Do konce 60. let 20. století Katáib vytvořila své vlastní ozbrojené milice a brzy na to se začaly množit srážky s palestinskými ozbrojenci.

## Období bojů a úpadek
V dubnu 1975 se falangističtí milicionáři zúčastnili tzv. autobusového masakru, který je obecně považován za záminku k vypuknutí libanonské občanské války. V dalších dnech se 8000 falangistických milicionářů (společně s dalšími křesťanskými milicemi) zapojilo do pouličních bojů proti palestinským milicím a milicím Libanonského národního hnutí.
V srpnu 1976 se Katáib podílela na formování libanonských sil, ozbrojeného křídla Libanonské fronty, přičemž jejich vůdcem byl zvolen syn zakladatele, Bašír Džamáíl. V září 1982 byl Bašír Džamáíl v průběhu první libanonské války zvolen prezidentem Libanonu. O měsíc později zahynul při atentátu, který spáchal prosyrský disident. K atentátu se však přihlásili palestinští muslimové. Izraelská armáda, která v té době okupovala Bejrút, umožnila falangistickým oddílům zesnulého prezidenta Džamáíla vstoupit do palestinských uprchlických táborů Sabra a Šatíla, kde měly hledat ozbrojené příslušníky Organizace pro osvobození Palestiny. V průběhu následujících dvou dnů namísto toho zmasakrovaly 474 až 2300 mužů, žen a dětí.

## Syrské období a Cedrová revoluce
Strana ztrácela směr a vzájemně v ní soupeřilo několik frakcí. Od roku 1986 až do své smrti v roce 1998 stál v čele strany Georges Saadeh. Toho o rok později nahradil Mounir Hajj, který předsednický post zastával do roku 2002. Následně se předsedou stal Karim Pakradouni, jenž v této funkci působil do roku 2007. Tehdy se nejvyšším představitelem strany stal někdejší libanonský prezident Amín Džamáíl, syn Pierra Džamáíla a bratr Bašíra Džamáíla, kterého v roce 2015 nahradil jeho syn Samy Džamáíl.
V březnu roku 2005 se po atentátu na Rafíka Harírího strana zúčastnila protisyrských demonstrací, později známých jako Cedrová revoluce. Stala se součástí Aliance 14. března (společně s Hnutím budoucnosti, Pokrokovou socialistickou stranou, Libanonskými silami a dalšími menšími stranami). Ve volbách v červnu 2005 získala Katáib 3 křesla v libanonském parlamentu a v nově sestavené vládě F. Siniora zasedl Pierre Amín Džamáíl, syn předsedy Amína Džamáíla, jako ministr průmyslu. Pierre Amín Džamáíl zahynul v listopadu 2006 při atentátů, z něhož byla obviněna Sýrie. Další člen Strany Katáib, Antoine Ghanem, zemřel při bombovém atentátu v září 2007.